# Пресвитерианская церковь Анголы
Пресвитерианская церковь Анголы (порт. Igreja Presbiteriana de Angola, IPA) — это федерация теологически ортодоксальных реформатских церквей в Африке.
Церковь основана в середине 1980-х годов в Анголе, приняла Вестминстерское исповедание веры в качестве официальных стандартов.

## История
В Евангелической реформатской церкви Анголы произошли многочисленные конфликты о способах осуществления руководства в церкви. Пастор Антонио Невес Массаки создал церковь и поддерживал тесные отношения с пресвитерианской церковью Бразилии, что также способствовало её отделению. Официальное начало церкви – 9 июня 1984 года.  Существует соглашение о сотрудничестве между Пресвитерианской церковью Бразилии и Пресвитерианской церковью Анголы в области евангелизации и социальных вопросов. Официальное соглашение датируется 1987 годом.  Пресвитерианская церковь Бразилии продолжает поддерживать церковь, обеспечивает образование пасторов и отправляет учителей в Анголу. В 1980-х годах Антонио Невес Массаки (порт. Antonio Neves Massaqui) приехал в Бразилию и установил это партнерство. Ангольские пасторы и служители проходят обучение в бразильских семинариях. Пресвитерианская церковь в Манаусе, Бразилия в течение нескольких лет участвовала в миссионерских поездках и евангелизации в Луанде, Ангола.

## Теология
Пресвитерианская церковь в Анголе — консервативная реформатская и пресвитерианская конфессия. Основная деятельность церкви проходила в Луанде и Уиже, родном регионе основателя. Деноминация приняла Вестминстерское исповедание веры в качестве своего официального исповедания наряду с Апостольским Символом веры. Организация деноминации следует уложениям пресвитерианской церкви, местными общинами, пресвитериями, синодами. Высшим уровнем является Генеральная Ассамблея. Церковь имеет ту же конституцию, что и Пресвитерианская церковь Бразилии.

## Межцерковные связи
Деноминация является членом Всемирного реформатского братства и Ассоциации евангелических церквей Анголы.

## Статистика
В 2000 году пресвитерианская церковь в Анголе насчитывала 12 000 членов, 30 общин и 50 домашних групп. В 2009 году насчитывала 23 000 членов. Деноминация присутствует в 9 провинциях из 18 провинций Анголы. Официальные языки — португальский и киконго.

## Семинария
Церковь в сотрудничестве с Агентством транскультурной пресвитерианской миссии Пресвитерианской церкви Бразилии (англ. Transcultural Presbyterian Mission Agency of the Presbyterian Church of Brazil) построила здание семинарии в конце 2012 года в Луанде, Ангола.

## Внешние ссылки
- Официальный сайт: Пресвитерианская церковь Анголы.